# Othon V de Brunswick-Lunebourg
Othon V (après 1438 – 1471), dit « le Victorieux » (der Siegreicher) ou « le Magnanime » (der Großmütige), est duc de Brunswick-Lunebourg de 1457 à sa mort.

## Descendance
Fils du duc Frédéric II et de Marguerite de Brandebourg, Othon succède à son père conjointement avec son frère Bernard II, puis seul après sa mort en 1464. Son règne est marqué par une réforme monastique à laquelle participe Othon en dépouillant l'abbaye de Wienhausen de ses richesses. Selon la légende, il serait mort lors d'un tournoi à Celle.
En 1467, Othon V épouse Anne (1440-1513), fille du duc Jean IV de Nassau-Dillenbourg. Deux enfants sont nés de cette union :
- Henri Ier, duc de Brunswick-Lunebourg ;
- Guillaume (mort en 1480).